# Pomo (etnia)
Los pomo son un grupo nativo estadounidense, que cuenta hoy con unos 800 individuos aproximadamente, muchos de los cuales viven en la ranchería de Dry Creek, condado de Sonoma, California.
Son originarios del área de San Francisco (California). No están confinados en una reserva, a diferencia de muchas otras tribus amerindias. Vivían, antes de la colonización blanca, en pequeños grupos sin una estructura política central, y su economía estaba basada en la caza y recolección. No practicaban la agricultura.
Los pomo hablan lenguas emparentadas con el grupo Hokan, como el achomawi, el atsugewi, el chumash, el havasupai, el washo y el yahi.
Las estimaciones poblacionales de los pomo son inciertas. De los 8000 que se calcula que había en 1770, sólo quedaban unos 700 en 1910. Sin embargo, censos posteriores indican números crecientes.
Un reconocido miembro de esta etnia es Chuck Billy, vocalista de la banda de thrash metal Testament.